# Döge
Döge è un comune dell'Ungheria di 2 237 abitanti (dati 2001). È situato nella contea di Szabolcs-Szatmár-Bereg.